# Botho zu Eulenburg
Botho zu Eulenburg, född den 31 juli 1831, död den 6 november 1912 i Berlin, var en tysk greve och preussisk statsman. Han var son till Botho Heinrich zu Eulenburg.
Eulenburg var 1865-70 medlem av preussiska deputeradekammaren samt invaldes 1867 i nordtyska riksdagen. Fastän tillgiven de konservativas uppfattning var han högt aktad även av de liberala. Efter åtskilliga poster inom den högre administrationen utnämndes han 1878, efter sin släkting Friedrich Albert zu Eulenburg, till inrikesminister. Utarbetandet av socialistlagen, vilken trädde i kraft 22 oktober 1878, var hans första verk som minister. 
På grund av meningsskiljaktigheter med Bismarck, som ej fann honom nog hårdhänt, avgick han 1881 och blev överpresident i provinsen Hessen-Nassau. Han utnämndes 1892 till preussisk ministerpresident, sedan Leo von Caprivi nedlagt detta ämbete, och övertog i augusti samma år även inrikesportföljen. Stridigheter mellan honom och rikskanslern Caprivi rörande den så kallade omstörtningslagen föranledde bägges avgång, 26 oktober 1894. Från 1899 var Eulenburg medlem av preussiska lantdagens herrehus.